# Balıqçılar
Balıqçılar är en ort i Azerbajdzjan.   Den ligger i distriktet Masallı Rayonu, i den sydöstra delen av landet, 180 kilometer sydväst om huvudstaden Baku. Antalet invånare är 2 455.
Terrängen runt Balıqçılar är mycket platt. Närmaste större samhälle är Liman, 12,2 kilometer sydväst om Balıqçılar.